# Тендик (Нарынская область)
Тендик (кирг. Теңдик) — село, входит в состав Кочкорского района и Кочкорского аильного округа в Нарынской области Кыргызской Республики.
Ранее село Кочкорка входило в состав Пржевальского уезда Семиреченской области Туркестанской АССР/РСФСР.
Население села в 2009 году составляло 4087 человек.

## Известные уроженцы
- Исаков, Исабек (1933—2014) — советский и киргизский писатель, поэт, переводчик, журналист. Заслуженный деятель культуры Кыргызской Республики.
- Усубалиев, Турдакун Усубалиевич (1919—2015) — советский государственный и партийный деятель, первый секретарь ЦК Коммунистической партии Киргизской ССР с 1961 по 1985 годы. Герой Киргизской Республики (1999).